# Distretto di Siddharthnagar
Il distretto di Siddharthnagar è un distretto dell'Uttar Pradesh, in India, di 2 038 598 abitanti. È situato nella divisione di Basti e il suo capoluogo è Navgarh.